# Sciaphila micranthera
Sciaphila micranthera är en enhjärtbladig växtart som beskrevs av Giesen. Sciaphila micranthera ingår i släktet Sciaphila och familjen Triuridaceae. Inga underarter finns listade.